# Lom vlnění

Lom světla znázorněný vlnami v nádrži vlnostroje

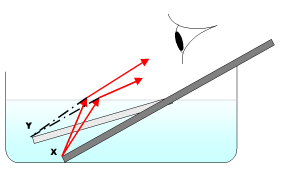
Lom světla ve vodě. Tmavý obdélník ukazuje skutečnou polohu tyče. Světlý obdélník ukazuje její zdánlivou polohu ve vodě. Bod X vypadá, jako by byl blíže ke hladině v místě Y.

Pokud se vlnění dostane k rozhraní dvou prostředí, ve kterých má vlnění různou fázovou rychlost, může dojít při průchodu vlnění tímto rozhraním ke změně směru šíření vlnění. Tento jev se označuje jako lom vlnění (nebo také refrakce). Lom vlnění je obecná vlastnost vlnění vycházející z Huygensova principu.
Matematicky je zákon lomu popsán Snellovým zákonem.

## Lom světla
Lom světla je optický jev, ke kterému dochází na rozhraní dvou prostředí, kterými světlo prochází. Je důsledkem různých rychlostí šíření světla v různých prostředích a kromě světla platí pro veškeré elektromagnetické záření.
Zpomalení světla oproti jeho rychlosti ve vakuu popisuje index lomu {\displaystyle n\;\!}:
{\displaystyle n={\frac {c}{v}}\;\!},
kde {\displaystyle c\;\!} je rychlost světla ve vakuu a {\displaystyle v\;\!} rychlost světla v daném prostředí. Samotný lom světla na rozhraní dvou prostředí lze popsat v rámci geometrické optiky pomocí Snellova zákona.
Analogicky se lomí např. akustické vlnění při průchodu rozhraním dvou prostředí s různými rychlostmi šíření.
Lom na čočce se využívá mj. v brýlích, lupách, kontaktních čočkách, mikroskopech a refrakčních teleskopech.
Přesné vysvětlení podstaty proč se světlo láme při přechodu mezi prostředími s různou rychlostí šíření světla však nabízí až kvantová fyzika a postup dráhového integrálu, který plně rozvedl Richard Feynman. Lom světla a jiné základní vlastnosti světla jsou velice hezky a intuitivně vysvětleny v nahrávce "QED: Fits of Reflection and Transmission - Quantum Behaviour - Richard Feynman (The Sir Douglas Robb Lectures, University of Auckland, 1979)". Světlo se ve výsledku šíří drahou s nejkratším časem, která přesně odpovídá výše popsaným zákonům lomu. Richard Feynman použil následující zábavnou analogii: „Představte si, že jste plavčík a v moři se topí krásná dívka. Protože po pláži umíte běžet rychleji, než plavat ve vodě, dá se dokázat, že existuje jedna optimální dráha, jak se k ní co nejrychleji dostat – kde přesně skočit do vody (takový výpočet jako plavčík samozřejmě vzhledem k okolnostem asi dělat nebudete). A podobně se chová i světlo.“ Dráhový integrál vysvětluje, že ostatní možné dráhy světla se díky interferenci vyruší a to, co nejvíce přispěje k výsledku, je dráha s nejnižším časem šíření od zdroje k cíli.

### Rozklad světla

Rozklad světla hranolem

Když světlo přechází z jednoho materiálu do jiného, jeho frekvence zůstává stejná, ale mění se vlnová délka. Protože index lomu závisí u většiny látek i na frekvenci světla, můžeme díky lomu na rozhraních bílé světlo rozkládat na jeho barevné složky, například pomocí hranolu. Obdobně duha vzniká v důsledku lomu a odrazu slunečního záření na vodních kapkách v atmosféře.

### Lom na planparalelní desce

Lom na planparalelní desce.

Planparalelní deska je deska (obvykle skleněná), jejíž obě strany jsou přesně rovinné a vzájemně rovnoběžné. Světelný paprsek, který dopadá na planparalelní desku se láme dvakrát, jednou při vstupu do planparalelní desky a jednou při výstupu z planparalelní desky.
Paprsek, který prochází deskou, která je umístěna v prostředí s určitým indexem lomu {\displaystyle n_{1}}, bude na výstupu rovnoběžný s paprskem, který do desky vstupuje.
Podle obrázku platí vztahy {\displaystyle d={\overline {AB}}\,\sin(\alpha _{1}-\alpha _{2})} a současně {\displaystyle {\overline {AB}}={\frac {l}{\cos \alpha _{2}}}}, tzn.
{\displaystyle d={\frac {l\,\sin(\alpha _{1}-\alpha _{2})}{\cos \alpha _{2}}}}
S využitím Snellova zákona lze vzorec upravit na tvar
{\displaystyle d=l\,\sin \alpha _{1}\left(1-{\frac {\cos \alpha _{1}}{\sqrt {n_{21}^{2}-\sin ^{2}\alpha _{1}}}}\right)},
kde {\displaystyle n_{21}} je relativní index lomu.

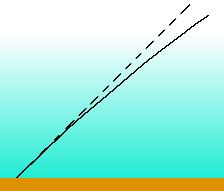
Atmosférická refrakce.

Znalost lomu na planparalelní desce lze využít např. při studiu soustavy rovnoběžných vrstev o různém indexu lomu. V takovém případě dochází k postupnému lámání paprsku na jednotlivých planparalelních vrstvách. Pokud se index lomu mění v prostředí plynule, přechází lomená čára paprsku v plynulou křivku. K takovému jevu dochází např. při průchodu světla atmosférou, kdy se mluví o atmosférické refrakci.

### Atmosférická refrakce

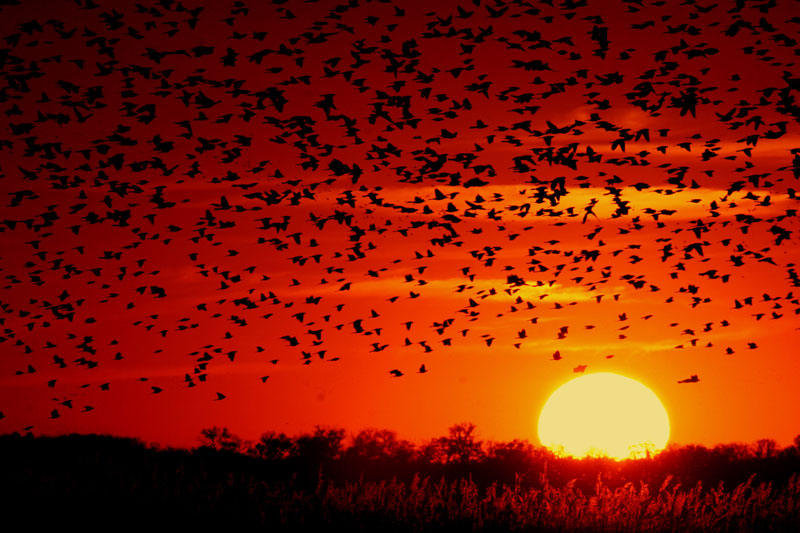
V důsledku atmosférické refrakce je v blízkosti obzoru obraz Slunce mírně zploštělý.

Index lomu vzduchu závisí na hustotě vzduchu, mění se tedy v závislosti na teplotě a tlaku. Vzhledem k tomu, že tlak je ve vyšších nadmořských výškách nižší, je nižší rovněž index lomu, což způsobuje, že se světelné paprsky při průchodu atmosférou pod nízkým úhlem lámou směrem k zemskému povrchu. V důsledku se zdánlivé polohy hvězd blízko horizontu mírně posunou nahoru. Stejně tak je při východu Slunce viditelné dříve, než geometricky vystoupí nad obzor, kromě toho je jeho obraz mírně zploštělý.

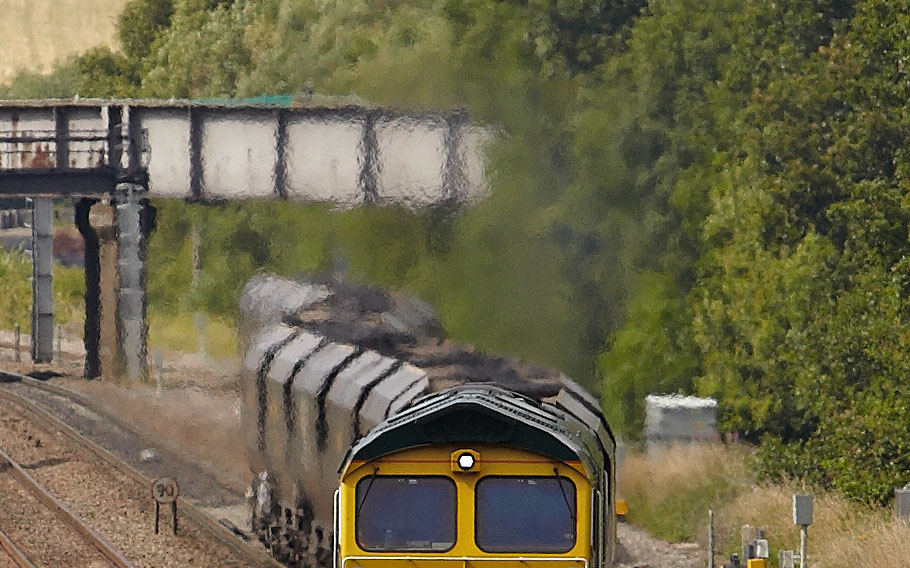
Chvění obrazu nad výfukem dieselové lokomotivy.

Lom světla způsobený změnami teploty vzduchu může být viditelný jako tepelné chvění, když se horký a studený vzduch mísí například nad ohněm, u výfuku motoru nebo při otevření okna za chladného dne. Objekty pozorované skrz mísící se studený a teplý vzduch se třepetají nebo se náhodně pohybují. Tento efekt může být viditelný během slunečného dne při použití teleobjektivů s velkým zvětšením, kdy často omezuje kvalitu obrazu. Podobným způsobem způsobují atmosférické turbulence rychle se měnící zkreslení obrazu astronomických dalekohledů, proto moderní velké pozemní dalekohledy používají adaptivní optiku nebo jiné techniky pro eliminaci těchto atmosférických zkreslení.

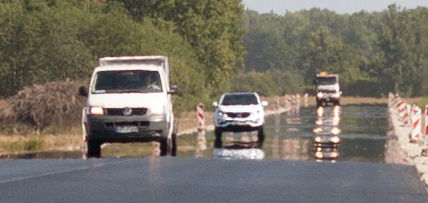
Zrcadlení nad rozpálenou silnicí.

Změny teploty vzduchu v blízkosti povrchu mohou způsobit další optické jevy, jako například fata morgána. Teplota vzduchu nad rozpálenou silnicí směrem od povrchu klesá, index lomu vzduchu je tedy na povrchu silnice nejnižší a směrem vzhůru se zvyšuje. Paprsky světla dopadající pod nízkým úhlem jsou proto odkláněny vzhůru, což způsobí, že silnice vypadá jako zrcadlo, nebo jako by ji pokrývala vrstva vody.